# Atta sexdens
Atta sexdens (Linnaeus, 1758) è una formica appartenente alla sottofamiglia Myrmicinae.

## Distribuzione e habitat
È una delle specie più diffuse del genere Atta, con un areale che si estende dal Messico, attraverso l'America centrale (Panama, Costa Rica, Guatemala, Nicaragua, Trinidad e Tobago), sino al Sud America (Ecuador, Columbia, Peru, Bolivia, Venezuela, Guyana, Brasile, Suriname).
Si adatta a molteplici habitat e può rappresentare un serio problema per le coltivazioni.